# Three Legged Cross
Three Legged Cross är en ort i Storbritannien.   Den ligger i kommunen Dorset och riksdelen England, i den södra delen av landet, 140 km sydväst om huvudstaden London. Three Legged Cross ligger 29 meter över havet och antalet invånare är 1 648.
Terrängen runt Three Legged Cross är platt. Runt Three Legged Cross är det mycket tätbefolkat, med 3 494 invånare per kvadratkilometer. Närmaste större samhälle är Bournemouth, 14,4 km söder om Three Legged Cross. Runt Three Legged Cross är det i huvudsak tätbebyggt.